# 韩太舜
韩太舜（韓語：한태순，1941年—），群马县桐生市人，日本籍朝鲜裔信息论学者。
分别于1964年、1966年和1971年在东京大学获得数理工学学士、硕士和博士学位。
1990年当选为国际电气与电子工程师学会会士（IEEE Fellow）。2010年IEEE信息论学会克劳德·E·香农奖得主。